# 包家店站
包家店站是位于新疆维吾尔自治区玛纳斯县包家店镇的一个铁路车站，邮政编码832205。车站成立于2004年6月25日，有北疆铁路经过该站，现仅办理货运，不办理客运业务，车站及其上下行区间均为电气化区段。车站距离乌鲁木齐站121公里，隶属乌鲁木齐铁路局，是五等站，有2股道，为单线半自动闭塞方式办理接发列车，主要担负着列车会让业务。由于乌精二线修双线，于2008年12月22日正式关闭。